# Anastassija Walerjewna Taranowa-Potapowa

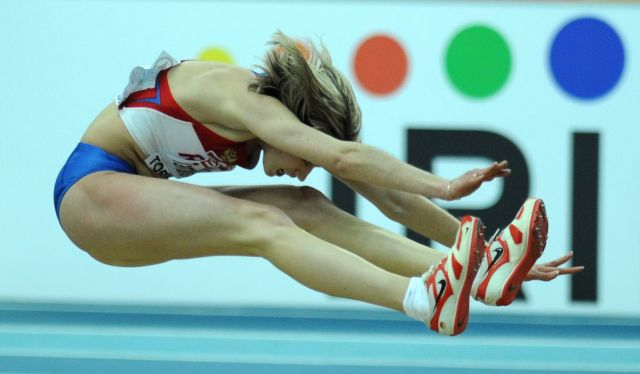
2009 in Turin

Anastassija Walerjewna Taranowa-Potapowa (russisch Анастасия Валерьевна Таранова-Потапова, engl. Transkription Anastasiya Taranova-Potapova; * 6. September 1985) ist eine russische Dreispringerin.
2003 wurde sie Junioreneuropameisterin, 2004 Juniorenweltmeisterin.
2009 wurde sie Russische Hallenmeisterin und gewann Gold bei den Halleneuropameisterschaften in Turin. 2010 verteidigte sie ihren nationalen Hallentitel und wurde Vierte bei den Hallenweltmeisterschaften in Doha.

## Persönliche Bestzeiten
- Weitsprung: 6,52 m, 28. Mai 2008, Sotschi
  - Halle: 6,71 m, 1. Februar 2009, Moskau
- Dreisprung: 14,40 m, 1. Juni 2009, Chania
  - Halle: 14,68 m, 8. März 2009, Turin